# Вікторія (Папуа Нова Гвінея)
Вікторія (англ. Mount Victoria) — гора гірського хребта Оуен-Стенлі в Центральній провінції Папуа Нової Гвінеї. Є шостою за висотою вершиною країни і найвищою вершиною провінції та хребта Оуен-Стенлі. Висота вершини становить 4038 метрів.

## Географія
Гора розташована в південно-східній частині країни, у північно-східній частині провінції за 55 км на південь — південний-схід від гори Альберт-Едвард (3990 м) і за 75 км на північ — північний-схід від міста Порт-Морсбі, столиці країни, звідки вершина, в ясну погоду, добре проглядається. Гірський масив Вікторії, крім основної вершини, має кілька допоміжних: зокрема піки 3990 м за 1,5 км на північний захід і 3750 м — за 2,5 км на південний схід, а за 16,5 км на північ — північний-захід лежить гора Скретчлей (3820 м).

## Історія
Спочатку гора була відома під назвою Грейт (англ. Great Mountain, що в перекладі означає — «велика гора»).
У 1880-х роках британськими колонізаторами було зроблено декілька спроб по сходженню на вершину. Всі ці спроби зазнали невдачі через зіткнення з войовничими місцевими жителями.
Перше успішне сходження на гору відбулося в 1889 році. Здійснив його британський адміністратор острова Нова Гвінея, сер Вільям Мак-Грегор. Він перебував на своїй посаді всього протягом шести місяців, коли був змушений очолити експедицію з підкорення Вікторії.
17 травня 1889 року, експедиція Мак-Грегора, в склад якої входили сам адміністратор, його особистий секретар Дж. Камерон, напів-самоанець, тридцять вісім папуасів і полінезійців підійшла до гори із західної сторони, в районі річки Ванапа. Після підкорення двох нижчих сусідніх вершин (Масгрейв і Кнатсфорд), 11 червня Мак-Грегор зрештою піднявся на гору Грейт і перейменував її на Вікторія в честь королеви Великої Британії — Вікторії.